# Edwin King Stodola
Edwin King Stodola (31 de outubro de 1914 – 6 de abril de 1992) foi um engenheiro de rádio estadunidense.
Edwin tornou-se notório por conta do Projeto Diana, do qual ele era o chefe dos cientistas.

## Prêmios e honrarias
- 1987 - Stodola recebeu a Menção Presidencial da Cooper Union, em reconhecimento das suas contribuições para os sistemas de radar e rastreamento de radar.[2]
- 1991 -  Recebeu a prestigiosa Medalha Armstrong da Radio Club of America.[3]
- 2011 - Foi introduzido postumamente no Hall da Fama da revista CQ Amateur Radio.[4]